# Wyższa Szkoła Logistyki w Poznaniu

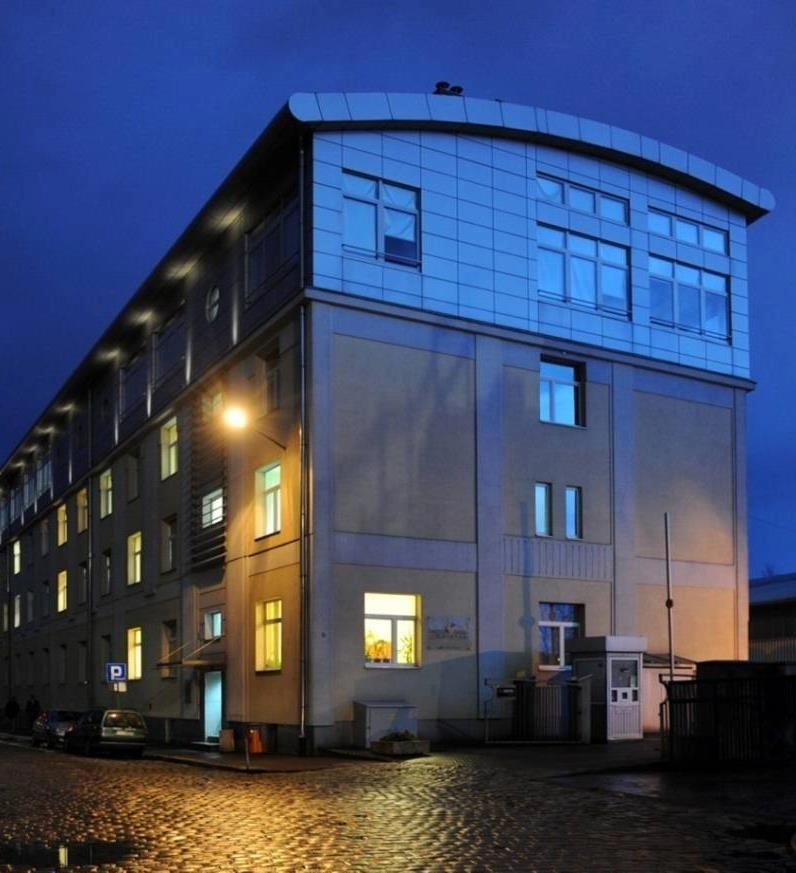
Budynek Wyższej Szkoły Logistyki oraz Instytutu Logistyki i Magazynowania nocą

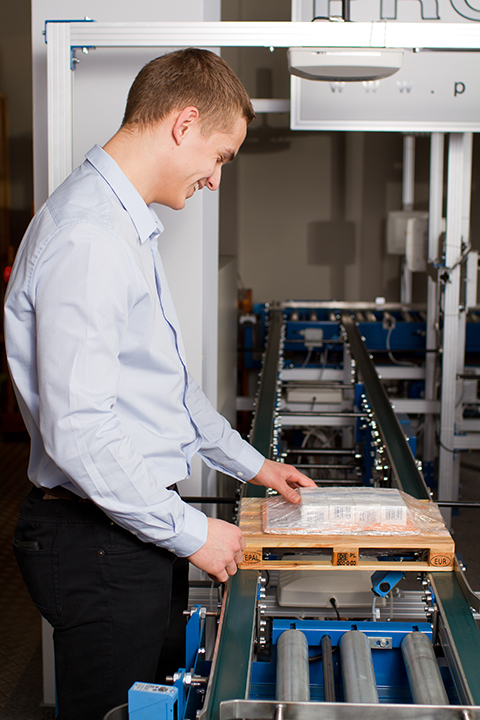
Zajęcia w WSL

Wyższa Szkoła Logistyki (WSL) – pierwsza w Polsce niepubliczna uczelnia logistyczna utworzona w 2001 r. z inicjatywy Instytutu Logistyki i Magazynowania oraz Centrum Edukacji Logistycznej w Poznaniu. Uczelnia prowadzi praktyczne nauczanie w zakresie logistyki i zarządzania na studiach I stopnia (studia licencjackie i inżynierskie) i II stopnia. Ofertę kształcenia uzupełniają studia podyplomowe.
Wyższa Szkoła Logistyki (WSL) pełni rolę Narodowego Centrum Certyfikacji Logistyków w Polsce.

## Katedry
Pracownicy naukowo-dydaktyczni Wyższej Szkoły Logistyki tworzą zespoły specjalizujące się w danej dziedzinie. Zespoły zajmujące się pokrewnymi dziedzinami tworzą katedrę lub studium.
W WSL funkcjonują w ramach Wydziału Zarządzania i Logistyki następujące zespoły:
- Katedra Controllingu i Rachunkowości
- Katedra Systemów Informatycznych i Technologii Cyfrowych
- Katedra Zarządzania Operacyjnego Przedsiębiorstw
- Katedra Organizacji i Zarządzania
- Katedra Logistyki i Łańcuchów Dostaw
- Katedra Transportu i Spedycji
- Studium Języków Obcych
- Studium Wychowania Fizycznego

## Władze
- Rektor – dr hab. inż. Adam Koliński, prof. WSL
- Prorektor – dr hab. Maciej Stajniak, prof. WSL
- Dziekan – dr inż. Marek Matulewski

## Edukacja
Wyższa Szkoła Logistyki prowadzi kształcenie na dwóch kierunkach pierwszego i drugiego stopnia:
- Logistyka (licencjackie, inżynierskie i magisterskie)
- Zarządzanie (licencjackie).

Uczelnia daje możliwość podjęcia również kształcenia na studiach podyplomowych.

### Studia dualne
Wyższa Szkoła Logistyki jako jedna z pierwszych uczelni wyższych rozpoczęła kształcenie w formie studiów dualnych. Ich program zakłada równoczesne zdobywanie wiedzy teoretycznej i praktycznej. Na każdy semestr składają się naprzemienne okresy nauki w siedzibie uczelni (9 tygodni) oraz stażu odbywanego w jednym ze współpracujących ze szkołą przedsiębiorstw (9 tygodni). Za wykonywaną pracę studenci otrzymują wynagrodzenie stażowe, w wysokości co najmniej pokrywającej czesne za studia. Wybrane zajęcia na uczelni prowadzone są w języku angielskim, a wśród wykładowców znajdują się specjaliści i praktycy z firm partnerskich WSL.
W ramach studiów inżynierskich WSL oferuje studia dualne na specjalności "Transport Multimodalny", które umożliwiają zdobycie kompetencji m.in. z zarządzania operacjami terminalowymi, flotą transportową i przewozami ładunków. Druga specjalność pn. "Supply Chain Engineering" obejmuje kompleksową wiedzę z zakresu procesów logistyki przedsiębiorstw i łańcuchów dostaw, którą studenci na bieżąco weryfikują praktycznie podczas stażu.

## Współpraca międzynarodowa
Studenci Wyższej Szkoły Logistyki mają możliwość studiowania za granicą m.in. w ramach programu Erasmus+. Uczelnia ma podpisane umowy partnerskie ze szkołami wyższymi z Niemiec, Węgier, Chorwacji i Turcji. Młodzi ludzie mogą również brać udział w wizytach studyjnych w zagranicznych firmach oraz odbywać zagraniczne staże. Dzięki uzyskaniu rozszerzonej Karty Erasmusa WSL oprócz wyjazdów studentów na studia i na praktykę, organizuje wyjazdy nauczycieli akademickich i zaproszonych pracowników przedsiębiorstw z zagranicy w celu prowadzenia zajęć oraz wyjazdy szkoleniowe pracowników uczelni.

## Współpraca z biznesem
Wyższa Szkoła Logistyki współpracuje z wieloma przedsiębiorstwami logistycznymi, transportowo-spedycyjnymi oraz produkcyjnymi i dystrybucyjnymi. Podejmuje także dialog z organizacjami skupiającymi środowisko gospodarcze: Wielkopolski Klub Kapitału, Wielkopolska Izba Przemysłowo-Handlowa, BCC Loża Wielkopolska. Współpraca z podmiotami gospodarczymi oraz instytucjami może przyjmować trojaki charakter:
1. Rada Pracodawców WSL – została powołana do życia 21 marca 2014 roku. Jest to grono partnerów Wyższej Szkoły Logistyki, wraz z którymi uczelnia podjęła się prowadzenia usystematyzowanej współpracy, dotyczącej wielu istotnych obszarów. Wśród nich można wymienić: patronat nad specjalnościami, udział w programie studiów dualnych I stopnia, współorganizację spotkań i warsztatów z praktykami LOGMEETING, rekrutację praktykantów i stażystów oraz doradztwo personalne w ramach rekrutacji pracowników, ocena programów kształcenia itd.
2. Klub Partnera WSL – to grupa kilkudziesięciu organizacji, które podpisały z Wyższą Szkołą Logistyki dwustronne porozumienie o współpracy, o określonym zakresie, odpowiadającym profilom poszczególnych partnerów. Organizacje te współpracują z uczelnią na przykład poprzez: przekazywanie informacji o swojej działalności i aktualnych problemach branży TSL, przyjmowanie praktykantów z grona studentów WSL, prowadzenie zajęć dydaktycznych w uczelni.
3. Współpraca okazjonalna (niesformalizowana).

### Partnerzy WSL
Wśród partnerów WSL znajdują się m.in.:
- Łukasiewicz - Poznański Instytut Technologiczny
- GS1 Polska
- allsafe
- Boekestijn Transport Service
- CAT LC
- Dachser
- DHL
- Ekol
- PKN Epal
- Geis
- GLS
- H&M
- Imperial Logistics International
- Jungheinrich
- Kuehne+Nagel
- MAHLE Behr
- Mandersloot
- Marathon International
- Maszoński Logistic
- Pekabeks
- Pekaes
- Promag S.A.
- Grupa Raben
- Transics
- Still Polska
- Volkswagen Group Polska

## Dodatkowa działalność
Studenci WSL mogą rozwijać umiejętności w ramach zróżnicowanych inicjatyw i projektów. Do najważniejszych z nich należą: Rada Samorządu Studenckiego, Studenckie Naukowe Koło Logistyki CORLOG, Klub Sportowy AZS. Studenci i uczniowie mogą również uczestniczyć w wydarzeniach programu Logmeeting – spotkaniach i warsztatach prowadzonych przez specjalistów, na co dzień pracujących dla przedsiębiorstw.
Wyższa Szkoła Logistyki realizuje autorski program współpracy skierowany do szkół ponadpodstawowych, wspierając rozwój uczniów i kadry dydaktycznej. Do najważniejszych działań należą: Ogólnopolska Olimpiada Logistyczna, Akademia Młodego Logistyka, Forum Nauczycielskie WSL oraz webinaria z cyklu "Wirtualne WSL". 

### Koła naukowe
- Studenckie Naukowe Koło Logistyki CORLOG

### Kluby studenckie
- Klub Sportowy AZS
- Klub Żeglarski Wyższej Szkoły Logistyki
- Klub Biegaj z WSL